# Trichostachys soyauxii
Trichostachys soyauxii är en måreväxtart som beskrevs av Karl Moritz Schumann. Trichostachys soyauxii ingår i släktet Trichostachys och familjen måreväxter.
Artens utbredningsområde är Gabon. Inga underarter finns listade i Catalogue of Life.